# 斯里布內區

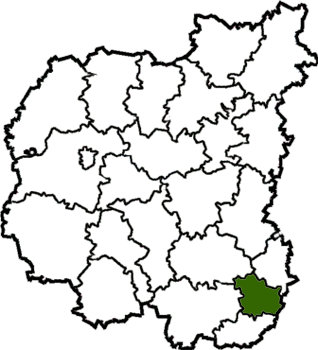
斯里布内區在切爾尼戈夫州的位置

斯里布内區（烏克蘭語：Срібнянський район），曾是烏克蘭北部切爾尼戈夫州的一個區，行政中心为斯里布内，面積579平方公里，2013年人口11,819，人口密度每平方公里20.41人。